# 西サハラ
西サハラ（にしサハラ、アラビア語: الصَحْرَاءُ الغَرْبِيَّةُ aṣ-Ṣaḥrā’ al-Gharbīyah、ベルベル語：Taneẓroft Tutrimt、スペイン語: Sahara Occidental、英語: Western Sahara）は、アフリカ大陸北西部の大西洋岸にある地域で、北から時計回りにモロッコ、アルジェリア、モーリタニアに接している。1976年まではスペイン領サハラで、リオ・デ・オロとサギア・エル・ハムラ地区より成っていた。面積26万6000平方キロメートル、人口約57万人（2015年推定）。
帰属については議論があり、亡命政権であるサハラ・アラブ民主共和国とモロッコ王国が領有を主張している。国際連合の「非自治地域リスト」に1960年代以来掲載されている。
多くの地域をモロッコが実効支配しているが、モロッコによる領有権の主張は大多数の国から認められていない。サハラ・アラブ民主共和国は「砂の壁」の東側の地域を実効支配し、アフリカ諸国と中南米諸国を中心に国家として承認されている。しかし、欧米や日本などの先進諸国はモロッコとの関係上からサハラ・アラブ民主共和国を国家としては承認しておらず、また、同国は国際連合にも加盟できていない。モロッコとサハラ・アラブ民主共和国それぞれの実効支配地域については砂の壁の項を参照。

## 国名・地域名
スペイン領時代にはスペイン領サハラと称された。亡命政府の名称はサハラ・アラブ民主共和国（サハラ・アラブみんしゅきょうわこく）で、その略称 “SADR” は英語名“Sahrawi Arab Democratic Republic”の頭文字から採られたものである。
国家承認が存在する為「事実上の国家」（国家承認を得た国連非加盟の国と地域の一覧)として扱われている。そのような事情から日本国内で発行された世界地図では、この地域（西サハラ）が白く塗装されている事が多い。

## 歴史
アフリカ分割においては、ギニア湾岸を除く西アフリカのほとんどの地域が東西5000km、南北4000kmにも及ぶ広大なフランスの植民地（フランス領西アフリカ）となった中で、西サハラとモロッコ最南部はフランス領に囲まれた島状の形でスペイン領として残った。
1884年にスペインの保護領となり、1912年にイフニとモロッコ南部保護領（タルファヤ地方）と合併してスペイン領西アフリカを形成したが、1958年モロッコ南部保護領（タルファヤ地方）、1969年イフニを、それぞれモロッコに返還する。1975年のマドリード協定によりスペインは領有権を放棄して撤退し、1976年にはモーリタニアとモロッコが分割統治を開始する。その一方で、西サハラの独立を目指すサギアエルハムラ・リオデオロ解放戦線（POLISARIO、通称ポリサリオ戦線）はアルジェリアの支援を得て武力闘争を開始し、1976年にはアルジェリアの首都アルジェで亡命政権サハラ・アラブ民主共和国 (SADR) を樹立した。

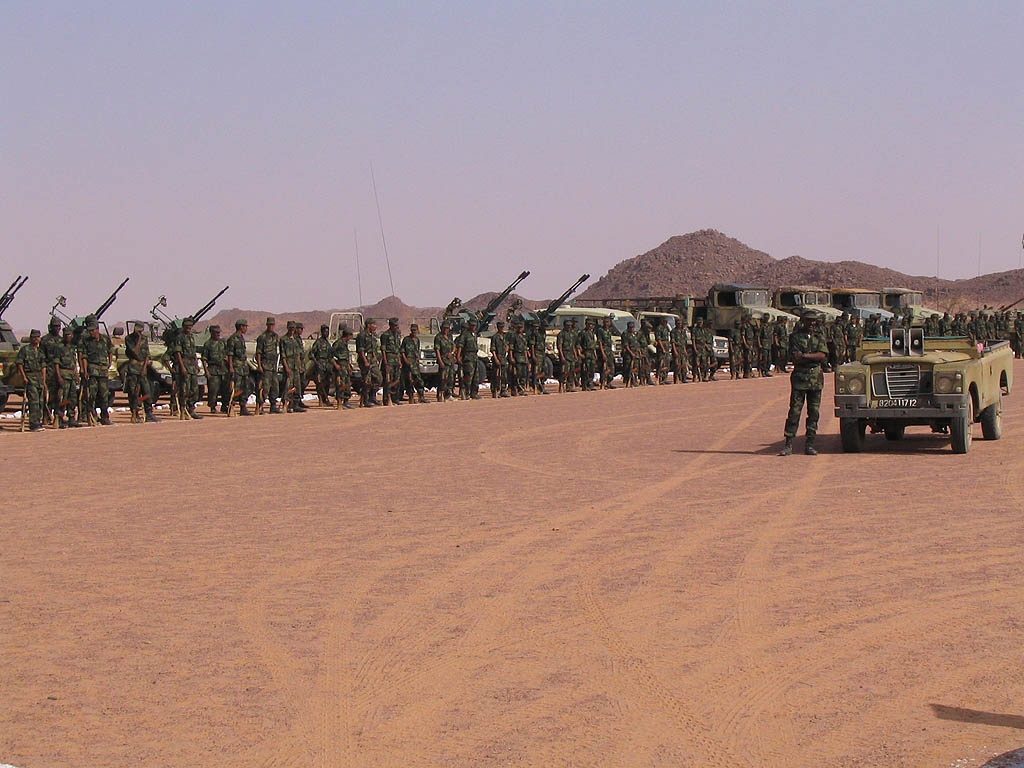
ポリサリオ戦線の兵士たち

ポリサリオ戦線はまずモーリタニアを集中的に攻撃して戦闘を有利に進め、さらには同国の首都ヌアクショットを少人数の決死隊が攻撃すると、モーリタニア政府は衝撃を受ける。度重なる多額の戦費支出によってモーリタニアの国家財政は圧迫されていき、1977年のポリサリオ戦線の軍事的勝利は1978年にモーリタニアで無血クーデターが引き起こるまでに至った。1979年にモーリタニア政府はポリサリオ戦線と単独和平協定を締結し、西サハラ領有権を正式に放棄した。しかし同年、モーリタニアが放棄した領域をモロッコ軍がすぐさま不法占領したため、現在に至るまで独立をめぐる問題が続いている。1984年にはモーリタニアがサハラ・アラブ民主共和国を国家承認している。
1988年に国際連合事務総長の和平提案をポリサリオ戦線とモロッコの双方が合意した。提案内容は、独立かモロッコへの帰属を決める住民投票を実施するというものである。1991年に国際連合の仲介でポリサリオ戦線とモロッコは停戦し、国連提案にあった住民投票を実施することになり、国連平和維持活動 (PKO) として国連西サハラ住民投票監視団 (MINURSO) が創設された。しかし、この地域は遊牧民が多く有権者の認定が困難を極めるためという理由で、投票は無期延期となっており、2017年現在、監視団の活動も継続中である。また、モロッコ国王モハメド6世の相次ぐ西サハラ訪問、モロッコによるインフラ整備などにより、モロッコは西サハラ実効支配を既成事実化し、サハラ・アラブ民主共和国の独立を妨害し続けている。
現在は、モーリタニア国境を中心に地雷がモロッコ軍によって埋設されている。モロッコは主にモーリタニア国境に沿って「砂の壁」と呼ばれる防壁を築き、ポリサリオ戦線を排除している。砂の壁はモロッコ国内からつながっている。
サハラ・アラブ民主共和国は1982年2月22日にアフリカ統一機構(OAU)（2002年からはアフリカ連合(AU)）に加盟しており、アフリカ・中南米・南アジア諸国を中心に約80か国から国家承認を得ている。サハラ・アラブ民主共和国のOAU加盟に反発したため、モロッコは1984年に脱退し、アフリカ大陸の国家の中で唯一AUに加盟していない国となったが、2016年に復帰を表明し2017年1月31日に再加盟が認められた。
2019年6月、アメリカ合衆国は、ジョン・J・サリバン国務副長官をモロッコへ派遣。モロッコが進めている西サハラへ自治権を付与する案への支持を表明した。
2020年12月10日、モロッコはイスラエルと国交正常化で合意し、イスラエルを後押しするアメリカは見返りとして西サハラに対するモロッコの主権を認めた。同月12日、アメリカは西サハラを含むモロッコの「新公式」地図を承認した。アメリカの駐モロッコ大使はこの地図について「モロッコの西サハラに対する主権を承認するという、ドナルド・トランプ大統領の2日前の発表内容を具体的に表している」と述べた。
2021年、スペイン政府が新型コロナウイルス感染症が重症化したポリサリオ戦線の指導者ブラヒム・グハリに医療提供を行ったことにモロッコ政府は反発。5月、モロッコがスペインの海外領土セウタへの移民8000人流入を黙認したことからスペイン首相のペドロ・サンチェスが秩序回復のため現地入りするなど両国の関係は悪化し、モロッコはスペインから大使を召還した。
また、互いに反政府勢力を支援しているとして長年緊張関係にあるアルジェリアとモロッコでは、2021年になりアルジェリアがカビリー地方の独立運動やアルジェリア国内の山火事にモロッコが関与していると主張し緊張関係が高まった。2021年8月24日、アルジェリアはモロッコとの国交断絶を宣言した。

## 地理
南方のモーリタニアと並び、大西洋に至るまでサハラ砂漠が広がっているため、わずかなオアシスと一部の沿岸部を除き、全土が砂漠である。東部は山岳地帯であり、大西洋に向かって標高が下がっていく。
北部はアトラス山脈の山麓にあたり、岩石砂漠が広がる。山麓沿いにアルジェリアからモーリタニア、西サハラを横切り大西洋につながるJatワジがある。秋季には水をたたえるため、農業に適する。これ以外の地域、特に内陸部はワジはないものの、降水が地下水となりオアシスを形成している。
ケッペンの気候区分によると全土が砂漠気候 (BW) である。気温は高いが、沿岸部は寒流であるカナリア海流の影響によって温度が和らげられる。国内に年間降水量が100mmを越える都市は存在せず、雨季に数十mm程度のわずかな降雨がある。旱魃の被害やサバクトビバッタの蝗害（en:2004 locust outbreak）を受けやすい。

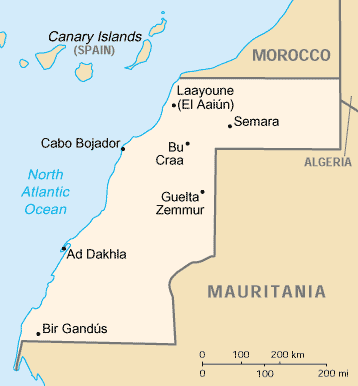
西サハラの地図

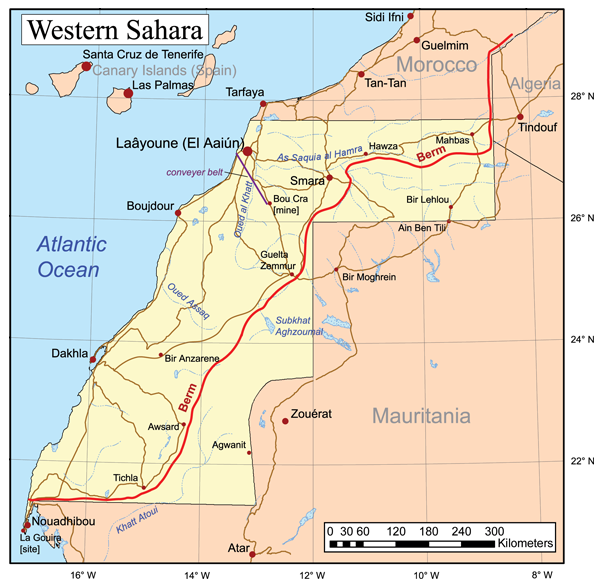
赤い線が「砂の壁」

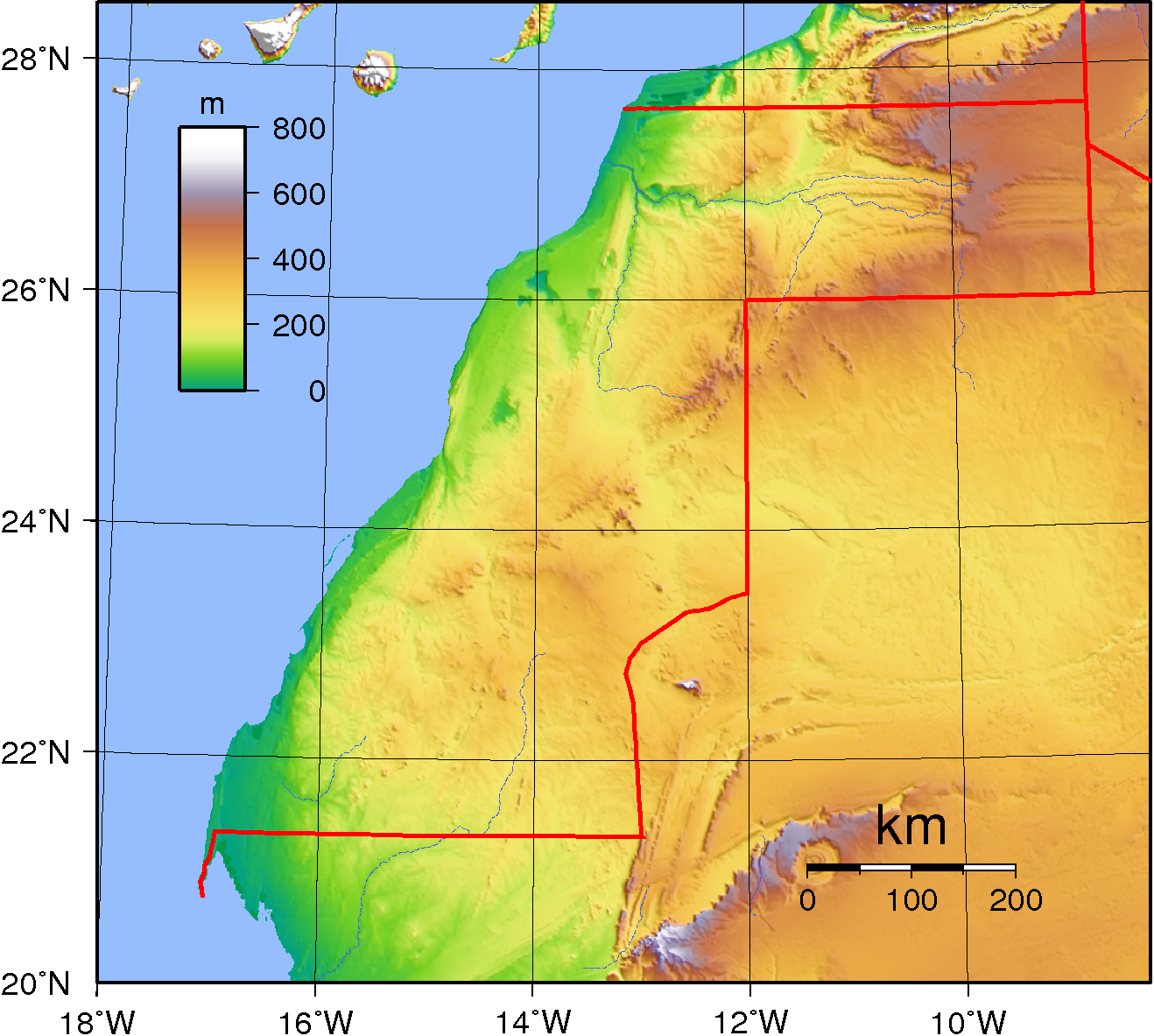
地形図

砂の壁各工期別整備状況とモロッコ (黄色以外)、ポリサリオ戦線 (黄色) の実効支配地域

### 主要都市
- アイウン (El Aaiún) (العيون) - ラーユーン、ラユーン、エル・アイユーンとも呼ばれる。西サハラの最大都市であり、サハラ・アラブ民主共和国亡命政府は自らの首都と主張するが、現状はモロッコの実効支配下にある。人口183,691人（2004年時点）また、アイウンにはラユーン・ハサン1世空港がある。
- ダフラ (Ad-Dakhla) (الداخلة) - ダクラとも呼ばれる。良好な港を持つ臨海都市。
- ブーカラー (Bou Craa)  - 1963年豊富なリン鉱床が発見される。現在も採掘中。ブクラとも。
- スマラ (Smara) (السمارة) - 内陸部に広がる都市。セマラとも言う。
- ラス・ブジュドゥール（スペイン語版）（アラビア語: رأس بوجدور ra's Būyadūr） - ボハドール岬の都市。
- ラゴウイラ (Lagouira)  - ブラン岬（スペイン語版）(現ヌアウディブ岬)の村。
- ティファリティ (Tifariti) - 2008年2月27日のサハラ・アラブ民主共和国建国宣言32周年を期して、亡命政府によって新たな臨時首都として宣言された都市（ただし、亡命政府の本拠地はアルジェリア領内にある難民キャンプの行政区画ラブニ（Rabouni））。
- ビル・ラフルー (Bir Lahlou) - 2008年まで、サハラ・アラブ民主共和国の臨時首都とされていた都市。
- Guelta Zemmur (Guelta Zemmur) (گَلتَة زَمُّور) - モロッコ軍のポリサリオ戦線監視のための駐屯地。一般人は侵入禁止。
- Zoug(sug) - 南部国境線近くの集落。
- Hawza (Hawza)
- Al Mahbass (Al Mahbass) (المرسى)
- Bir Anzarane
- Tichla
- Auserd(Awserd) (Auserd)
- El Aargub
- Lemseid (Lemseid)
- Aargub

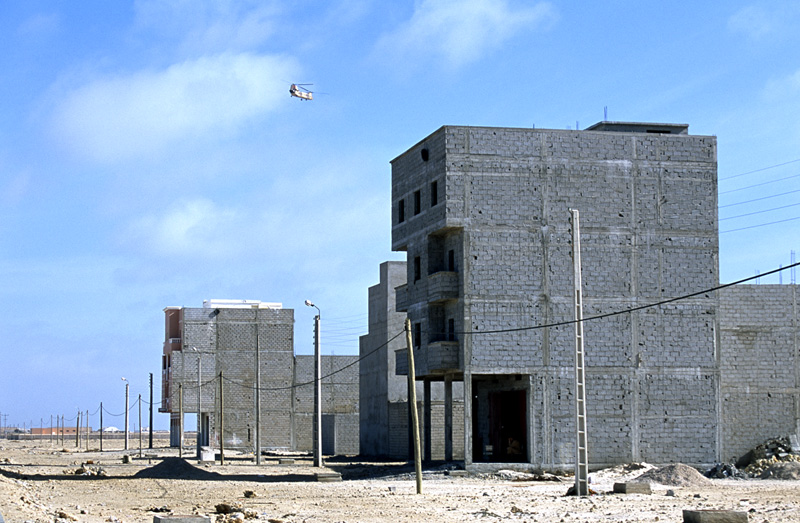
ダフラに建つ家と、その上空を飛ぶ軍用ヘリコプター
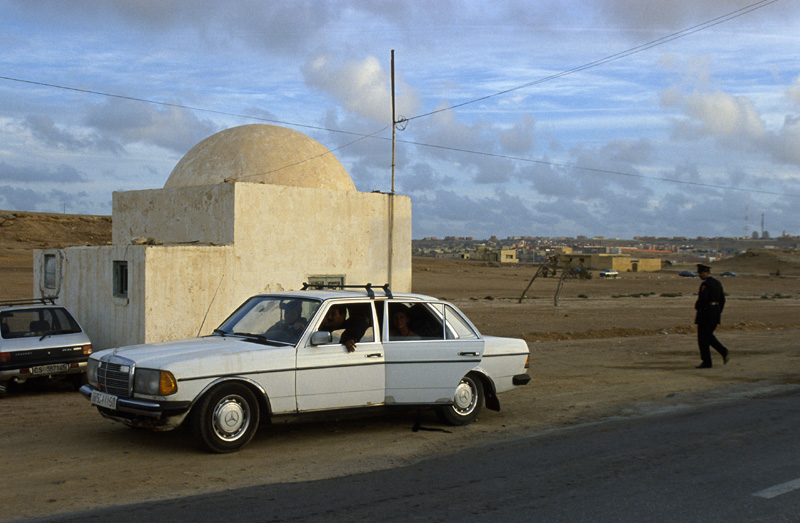
アイウンにある検問所
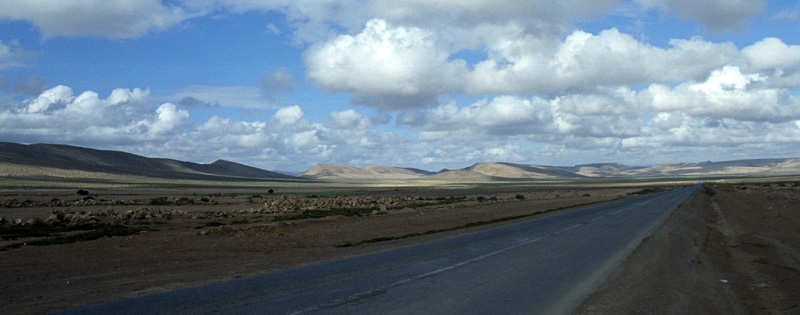
西サハラの北部の景色
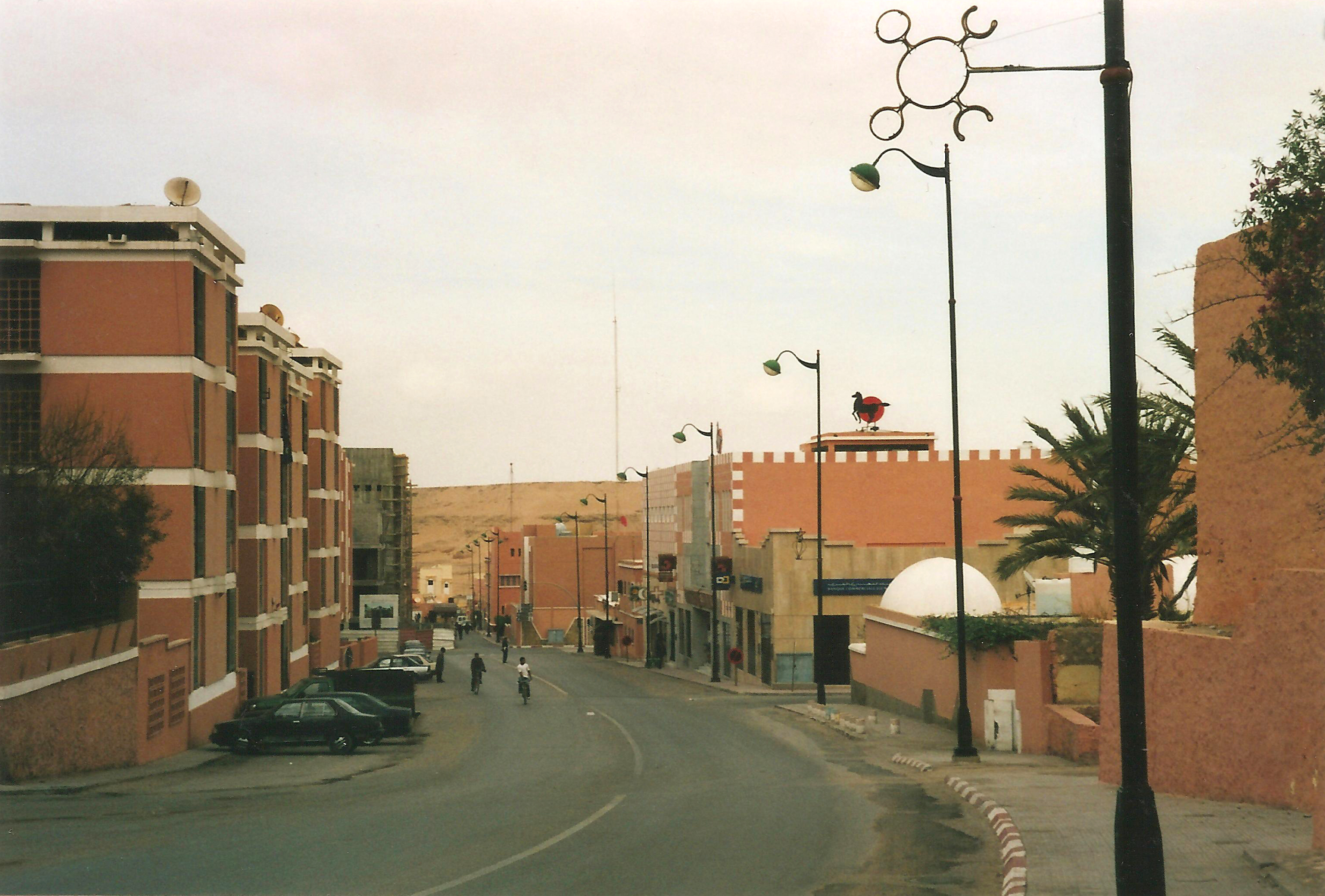
アイウン

## 経済
国土の大部分がサハラ砂漠で、オアシスでの農業やベルベル人 による遊牧が行われる。1963年豊富なリン鉱床が内陸部のブーカラーで発見され、その採掘が主産業。リン鉱石の他にも地下資源として石油、天然ガス、鉄鉱石が存在するとみられている。最大都市アイウン（ラユーン）のほか、良港を持つ港湾都市ダフラを抱える。

## 住民

西サハラの人口推移（1961年-2003年）

### 民族
住民の大多数は、サハラウィー人、アラブ人やベルベル人が占めるがハラティンと呼ばれる少数の黒人も含んでいる。
先住のサンハジャベルベル人は、8世紀以降にイエメンから侵入したBeni Ḥassānアラブ人や、南部の黒人との混血した結果、サハラウィー人やムーア人が形成された。
住民の多くは、北部のテクナ、東部のルギバト、南部のムーアの三グループに大きく分けられる。

### 言語
主に西サハラで話されている言語は、モーリタニアと同じくハッサニア語と呼ばれるアラビア語の方言である。旧スペイン植民地だったため、一部でスペイン語も話されている。またフランス語も通じる。

### 宗教
宗教は大多数がイスラム教である。

## 文化

### スポーツ
西サハラではサッカーが最も人気のスポーツとなっており、1989年にラユーン市を拠点とするサハラサッカー連盟が創設された。サッカー西サハラ代表は、国際サッカー連盟（FIFA）およびアフリカサッカー連盟（CAF）には加盟していない。さらに2003年よりNF-Boardの暫定会員となっている。